# Israel Hands
Pour les articles homonymes, voir Hands.
Israel Hands est un pirate britannique du XVIIIe siècle, aussi connu sous le nom de Basilica Hands. Hands est surtout connu comme le commandant en second d'Edward Teach, mieux connu comme Barbe Noire. 

## Biographie
Il rejoint l'équipage de Barbe Noire et devient son second. Il prend le commandement du sloop l'Adventure qui s'échoue peu de temps après le blocus de Charleston en même temps que le Queen Anne's Revenge. En juin 1718, il reçoit le pardon royal et s'installe probablement à Bath en Caroline du Nord, non loin de son ancien capitaine. Il participe plus tard (en juillet ou en août 1718) à une réunion de pirates sur la pointe sud de l'île d'Ocracoke durant plusieurs nuits. Sont présents Barbe noire, mais aussi Charles Vane et Jack Rackham. 
Lors de la bataille de l'île d'Ocracoke où Teach est tué, Israel se trouve à Bath et n'est donc pas présent. Après la bataille, il est découvert avec le reste de l'équipage à Bath et est emmené avec les autres à Williamsburg en Virginie. Ils sont emprisonnés puis jugés pour piraterie le 12 mars 1719 dans le capitole de Williamsburg. Sur les 16 accusés, 14 sont reconnus coupable. Israel affirme que lors d'une soirée arrosée, Teach lui a tiré une balle dans le genou. Il explique aussi ne pas avoir participé à la bataille finale et donc être encore couvert par le pardon royal. Il est jugé non coupable. 
Le gouverneur de Virginie, Alexander Spotswood, accuse le gouverneur de Californie du Nord Charles Eden et le fonctionnaire, juge et avocat Tobias Knight d'avoir aidé Barbe Noire. Il interrogea Israel à ce sujet en mars 1719, possiblement durant son procès le 12 mars 1719. Son témoignage contre les fonctionnaires de Caroline du Nord l'a probablement aidé à être jugé non coupable.
Dans le livre Histoire générale des plus fameux pirates de Charles Johnson, Hands est dit être par la suite devenu mendiant. Il serait mort à Londres.

## Autour du personnage
- Dans le livre L'Île au trésor de Robert Louis Stevenson, l'un des pirates de Long John Silver est nommé Israel Hands.

- Dans la série Our Flag Means Death, il est incarné par Con O'Neill et est un des personnages principaux. Il est surnommé Izzy Hands et est le bras droit de Barbe Noire.